# Perfect (film)
Perfect è un film del 1985, diretto da James Bridges e scritto dal giornalista Aaron Latham, il quale si ispirò a un suo servizio del 1983. Il protagonista John Travolta aveva già lavorato con i due in Urban Cowboy ma, in questa occasione, fu coinvolto anche nella sceneggiatura.

## Trama
Il giornalista del Rolling Stone Adam Lawrence, nello scrivere un articolo sugli Health Club degli anni ottanta come luoghi d'incontro per single, conosce e si innamora di Jessie, un'istruttrice d'aerobica che, in passato, è stata oggetto di uno scandalo e che diffida dei giornalisti, Adam compreso.
Nonostante tutto, lei ricambia ma, nel leggere la bozza d'articolo di Adam, si infuria per aver gettato discredito su alcuni frequentatori della palestra che hanno dimostrato, invece, simpatia per Adam e non vuole più sentirlo. Adam riscrive, allora, il pezzo ma, non piacendo al redattore capo, viene riscritto usando la sua vecchia bozza da un altro e va in stampa, riportando anche il vecchio scandalo che aveva coinvolto anni prima Jessie, con disastrose conseguenze. Adam, nel frattempo, è coinvolto in un processo che riguarda Joe McKenzie, accusato di traffici illeciti e che aveva intervistato, senza pubblicare niente, ma il procuratore lo accusa di favoreggiamento e lo rinchiude. Scarcerato dopo il processo, trova Jessie ad aspettarlo fuori dal tribunale: quest'ultima aveva, infatti, saputo dell'innocenza di Adam nella stampa dell'articolo che la riguardava dal redattore del giornale. Ricomincia, così, la storia d'amore tra i due.

## Curiosità
- Il film ospita un breve cameo della cantante Carly Simon nel ruolo di se stessa. Nella scena, non contenta di un articolo scritto da Adam, quando lo incontra al ristorante gli versa addosso il suo cocktail.
- In una scena ambientata all'interno della redazione del Rolling Stone, su una parete sono visibili alcune copertine della rivista, due delle quali ritraggono l'attrice Jessica Lange e il cantante Sting.